# 大眼阿波魚
大眼阿波魚，為輻鰭魚綱鱸形目鱸亞目蓋刺魚科的其中一個種。

## 分布
本魚目前只發現於留尼旺。

## 深度
水深60至80公尺。

## 特徵
本魚體呈長卵形，吻鈍，體呈金褐色，其上密佈橘色鮮黃色的斑點；頭部褐色，鰓蓋的後緣深褐色或黑色的；尾鰭與背鰭與臀鰭皆為褐色。背鰭硬棘14枚；臀鰭硬棘3枚。體長可達15公分。

## 生態
本魚棲息於較深的礁石區。

## 經濟利用
可為觀賞魚。